# Helen O'Hara
Helen O'Hara (nacida Helen Bevington el 3 de enero de 1956  en Bristol, Inglaterra) es una música británica, exmiembro del grupo musical Dexys Midnight Runners entre los años 1982 y 1987 incluyendo la ejecución del violín en canciones tan exitosas como el sencillo "Come On Eileen" del álbum Too-Rye-Ay de 1982.
Desde que dejó el grupo, estuvo trabajando con intérpretes de rock como Graham Parker, Tanita Tikaram y Mary Coughlan. 
También grabó un álbum New Age con el teclista Nicky Hopkins.

## Primeros años
Helen O'Hara comenzó su carrera musical en su ciudad natal de Bristol uniéndose a Gunner Kade, un grupo liderado por Ken Pustelnik, batería de The Groundhogs. A continuación, se unió a una banda llamada Wisper y combinó su carrera en solitario con el respaldo de varios artistas. Wisper cambió su nombre por el de Uncle Po, banda que ganó el concurso de grupos musicales 'Quiz Kid' de la BBC en 1977, y que posteriormente lanzaría un sencillo bajo la etiqueta BEEB de título Use My Friends (tan raro que se vendió una copia en Ebay en el 2006 por más de 80£). Uncle Po incluía a Rob Williams a la guitarra (The Fans) y a Gavin King como vocalista (Private Dicks).

## Dexys Midnight Runners
Helen abandonó el grupo Uncle PO a finales de 1977 para estudiar música en el Birmingham School of Music (actualmente Conservatorio UCE de Birmingham), graduándose en 1982 con una oferta de unirse a la Orquesta Filarmónica de Madrid. Sin embargo, después de pasar una temporada con The Blue Ox Babes, un grupo formado por el exfundador de los Dexys, Kevin 'Al' Archer, le fue ofrecido un puesto con Rowland, en la nueva formación de Dexys, como resultado de una reunión que ella y otras dos violinistas de la universidad había llevado a cabo con Kevin Rowland, debido al deseo de este último de renovar el sonido de la banda y su imagen. Rowland ha dicho que vio a Helen en una parada de autobús con su estuche de violín y se detuvo a su encuentro. La verdad es más prosaica ya que, de las tres violinistas convocadas en la sesión, ella fue la única con alguna experiencia de rock 'n' roll y, por tanto, la única capaz de tocar un solo al tacto. Esto lo hizo lo suficientemente bien como para ser inmediatamente seleccionada. A los pocos meses ya estaba de gira por los EE. UU. con "Come On Eileen" siendo nº 1 en las listas. Con los sencillos, "Jackie Wilson Said (I'm in Heaven When You Smile)" (una canción de Van Morrison) y Let's Get This Straight (From The Start)" manteniendo su popularidad, el grupo continuó su gira hasta 1983 con un núcleo formado por Rowland, Adams, O'Hara y Shelton acompañados por varios músicos más.
En 1985 formó parte del núcleo de la banda que compuso y grabó Don't Stand Me Down.

## Discografía en solitario
- Southern Hearts (Romanza) (1990) - New World Music CD 212

"En 1990 decidí escribir y grabar un álbum en solitario de música instrumental celta. Tuve mucha suerte de tener unos músicos excepcionales que me ofrecieron ayuda con el proyecto. Nicky Hopkins, B.J. Cole y Woody Woodmansey se unieron a mí en el estudio y el resultado fue "Southern Hearts" ("Corazones del Sur"), mi primer álbum en New World Music. Fue maravilloso trabajar con músicos tan talentosos y huelga decir que el álbum fue un gran éxito.

New World se me acercó en 1998 y me pidió grabar un nuevo álbum de melodías puras irlandesas tradicionales. Junto con Skaila Kanga en el arpa céltica y Eddie Hession en el acordeón, entramos en el Studio S16 en Kent, Inglaterra, y grabé mi siguiente disco "A Night in Ireland" ("Una noche en Irlanda"). Mi idea era crear un álbum de melodías interpretadas de tal manera que el oyente se sentiera en el estudio con los músicos - el resultado fue un álbum muy íntimo y auténtico con un "en vivo" que casi se siente.
Espero que disfrute de mis discos y si usted tiene algún comentario sobre la música tan sólo deje su opinión en el Tablón de Anuncios."

Helen O'Hara

- A Night in Ireland (1998) - New World Music CD 450